# Magyar Hang
A Magyar Hang egy Magyarországon megjelenő, a megszűnt Magyar Nemzet napilap egykori dolgozói által 2018-ban alapított polgári, politikai-kulturális hetilap.

## Története

### Előzmény: AMagyar Nemzetés irányváltásai
A Magyar Hang elődje, de nem jogelődje a Magyar Nemzet 2000 és 2015 között nyíltan a Fidesz polgári napilapjaként szolgált. A 2010-es országgyűlési választásokat követően gyakorta igen szélsőséges formában is. 2015-ben a G-napot követően azonban Simicska Lajos, a lap tulajdonosa eltávolodott a kormánytól. Ekkor a Magyar Nemzet is jobboldali, ellenzéki napilappá szellemült át. A 2018-as országgyűlési választásokra 3 nappal Simicska Lajos politikai okokból, ám finanszírozási problémákra hivatkozva megszüntette az újságot, véget vetve ezzel a Magyar Nemzet nyolc évtizedes működésének. Április 14-én még megjelent egy Szlovákiában, 40 000 példányban nyomtatott Szamizdat Magyar Nemzet, melyet az aznapi kormányellenes tüntetésen a munkatársak ingyen osztogattak.

### AMagyar Hang
2018. május 18-ával kezdődően a korábbi – nemzetes – dolgozók egy része, számszerűen 25 fő készíti hetente megjelenő, broadsheet formátumban a lapot. A 25 fős limitre azért kényszerültek, mert hirdetések hiányában, kizárólag az olvasóktól érkező bevételből a lap nem tud több embert eltartani. A Balázs Béla utcai szerkesztőségben sem fér el több ember. Már az év augusztusában sikerült elérni a heti 8500 példányszámos nyomtatást. 2019 január elejére a lap már elérte a heti 10 000-es példányszámot is, és ezzel a HVG és a Szabad Föld után a legolvasottabb magyarországi hetilap lett.
Mivel eleinte egy magyarországi kiadó sem vállalta a lap nyomtatását, ezért egy pozsonyi céget kértek fel erre. A jó tapasztalat miatt, későbbi ajánlatok ellenére is a munkakapcsolat fenntartása mellett döntött a cég a szlovák nyomdával.

## AMagyar Hangáltal készített műsorok
A Magyar Hang 2018. augusztusa óta – a Hír TV kormány közeliségbe szellemülését követően – több, internetes elérésre szánt műsor készítését végzi a szerkesztőségében.

### Kötöttfogás
A G-napot követően D. Horváth Gábor valamint Puzsér Róbert és Wahorn András ötlete nyomán hozta létre Tarr Péter irányításával a Hír TV a Szabadfogás című műsort, amely a TV vezetőségének távozása okozta tűz oltására lett tervezve. A műsor vezetését a Hír TV Dévényi Istvánra bízta. A formátum szándékosan hasonlított a korábban hosszú évekig az RTL Klubon futó, népszerű Heti Hetes című műsorra, ám jelentős eltérésekkel: szigorúan a közélet kibeszélése volt a cél, de nem homogén, hanem a lehető legszínesebb politikai palettáról válogatott szereplők reprezentálásával. Élő közönség és nevettetés nélkül. A műsor nevét, dizájnját és zenéjét is Wahorn választotta. A Hír Tv 2018 augusztusi elsejei irányváltását követően a Szabadfogás állandó vendégeit mind menesztették, ezt követően még aznap Szamizdat Szabadfogás, majd a későbbiekben Kötöttfogás néven készítik a műsort. A műsorvezető Dévényi István, míg az állandó vendégek: Konok Péter történész, Csintalan Sándor és Pörzse Sándor. Ezenfelül gyakorta szerepel még: Vona Gábor, Herczeg Zoltán, Márki-Zay Péter, Lukácsi Katalin, Karafiáth Orsolya, Dopeman és Gulyás Balázs is.

### Flaszter
Szintén Dévényi István műsorvezetése mellett készülnek 30-40 perces videók, ahová a szerkesztő, György Zsombor egy-egy újságíró kollégáját hívja vendégül arra, hogy 2-3 közéleti témáról beszéljenek. A műsor általában súlyos társadalmi problémák kibeszéléséről szól, gyakorta szakújságírók jelenlétében. A felvételt minden héten csütörtökön este teszi közzé a Magyar Hang, annak hivatalos oldalán, Facebook oldalán és YouTube csatornáján.

### További műsorok, podcastek
- Amerika választ
- Árnyék podcast
- Hangosítunk
- Kompország
- Kultúrtáj
- Mindenki függő
- NER-híradó
- Reptér

## Szerkesztők, munkatársak
A lap főszerkesztője György Zsombor, míg a két főmunkatárs a Magyar Nemzetes veteránnak számító Szerető Szabolcs és Ficsor Benedek. A lap online változatát Katona Mariann és Bittner Levente vezeti. Az újság húzónevei közé tartoznak még, olyan állandó rovattal rendelkező személyiségek is, mint Marabu, Puzsér Róbert, az ex-Heti Válaszos Dévényi István vagy épp a Magyar Nemzetet 1938-ban megalapító Pethő Sándor dédunokája, Pethő Tibor is.